# 2016年香港旺角騒乱

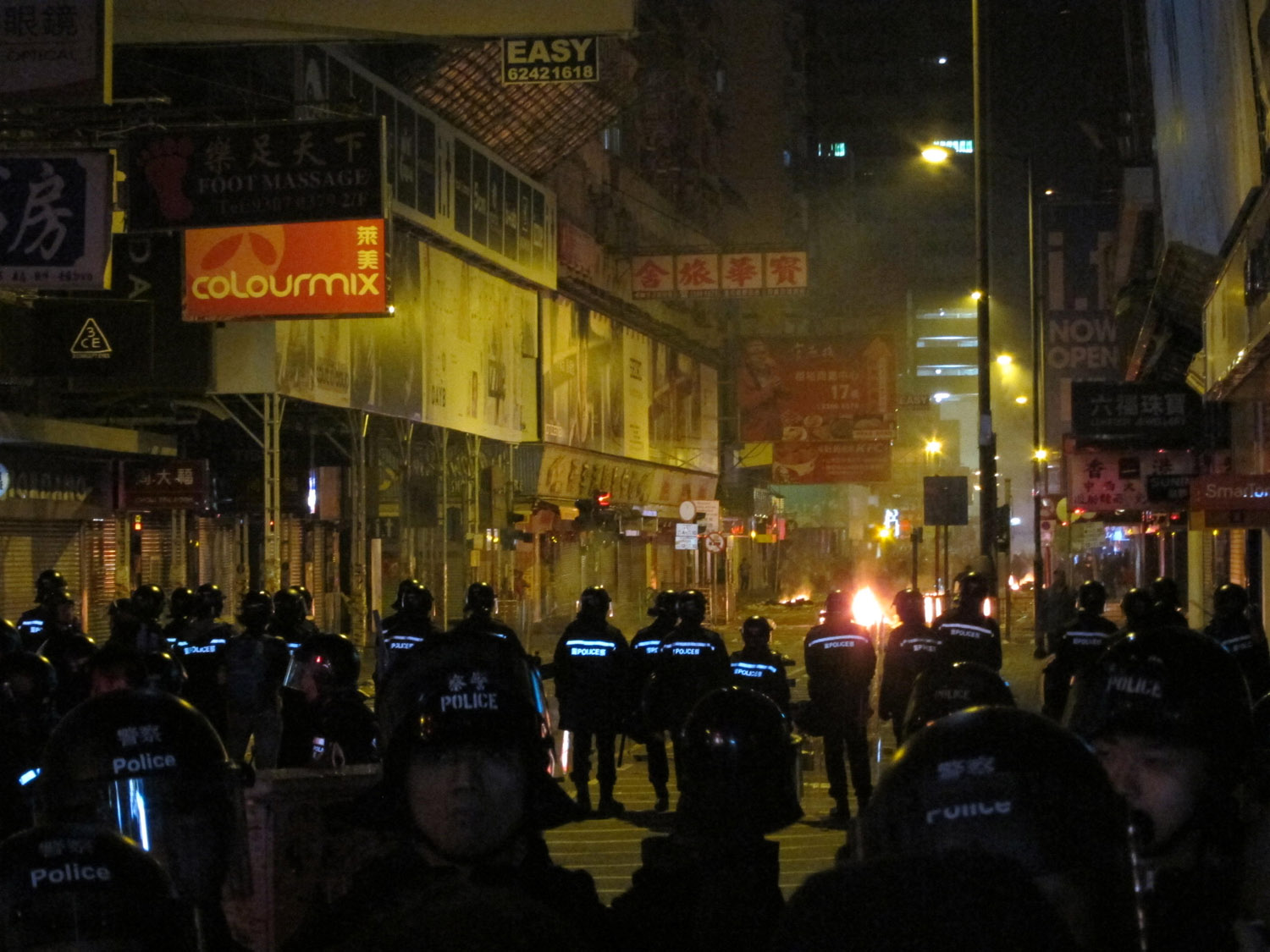
2月7日朝に旺角西洋菜南街にいた警察

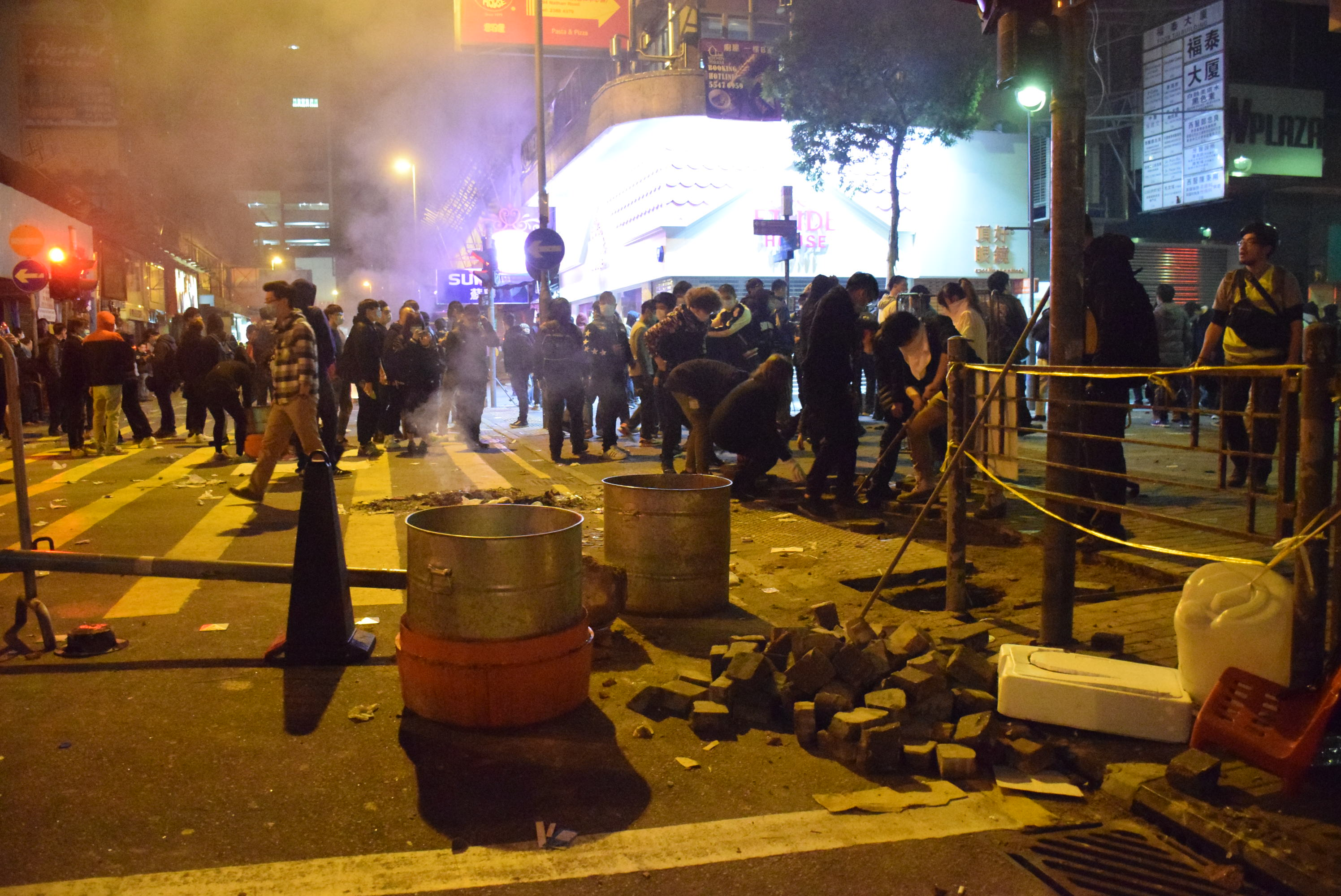
デモ参加者らは歩道の煉瓦を掘った

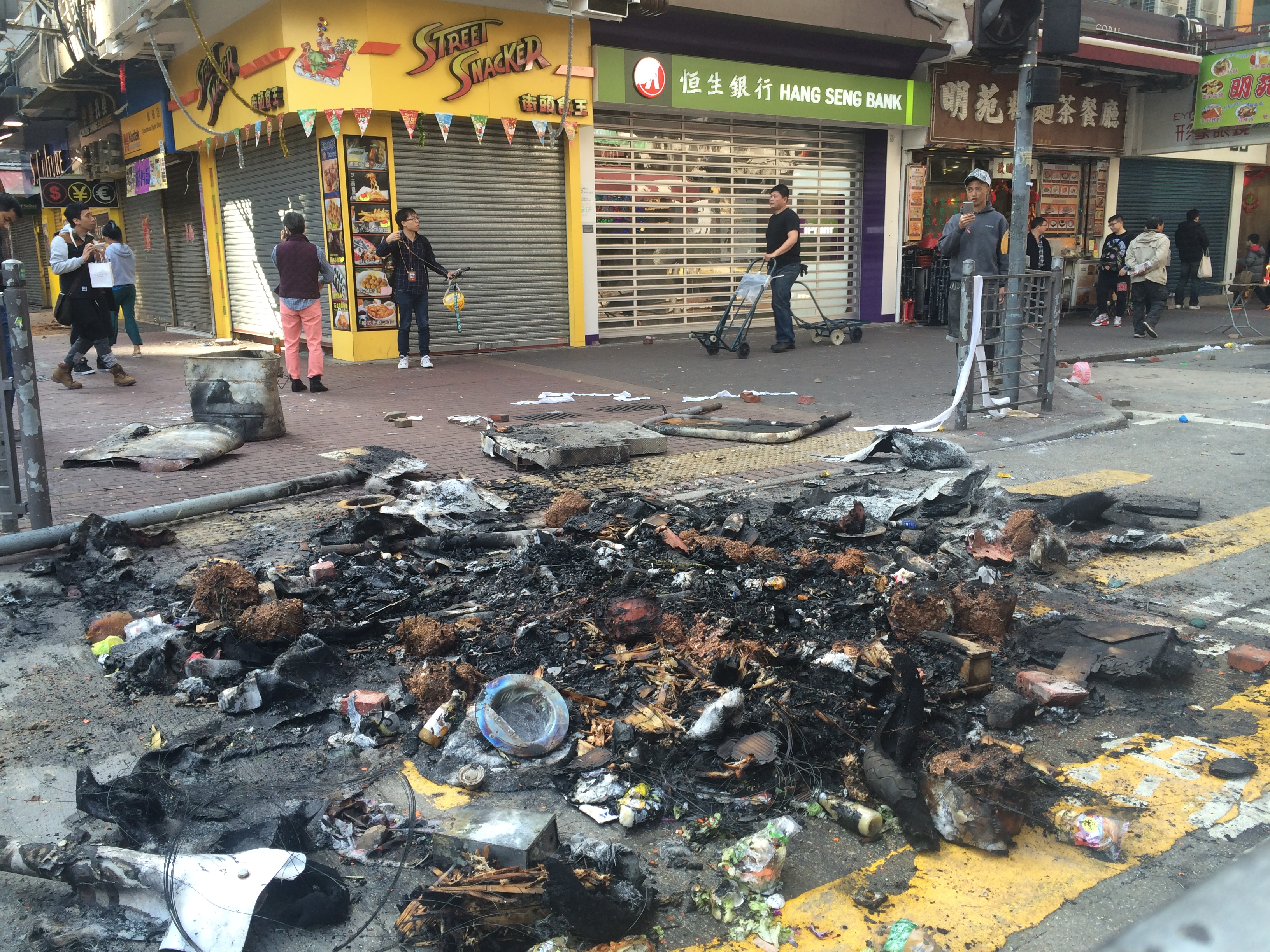
騷乱後の現場

2016年香港旺角騒乱（2016ねんホンコンおうかくそうらん）とは、2016年2月8日深夜から9日早朝にかけて、香港九竜の繁華街旺角で起きた香港過激本土派と地元警察の衝突である。支持者は“魚蛋革命”と呼んでいる一方、香港特別行政区政府は“暴動”と呼んでいる。
ネイザンロードという旺角の主な幹線道で、屋台の取り締まりがきっかけで、露天商に支持した過激本土派の若者らが、歩道の煉瓦を投げつけ、街頭の標識を倒し、ゴミ箱に火をつけたり警察に投げたりした。警察側は一時空に向かって二発、威嚇発砲した。
9日朝までにほぼ鎮圧され、参加者と警察と地元テレビカメラマンなど合わせて44人が負傷し、デモ参加者ら24人が拘束された。